# Emre Ateşli

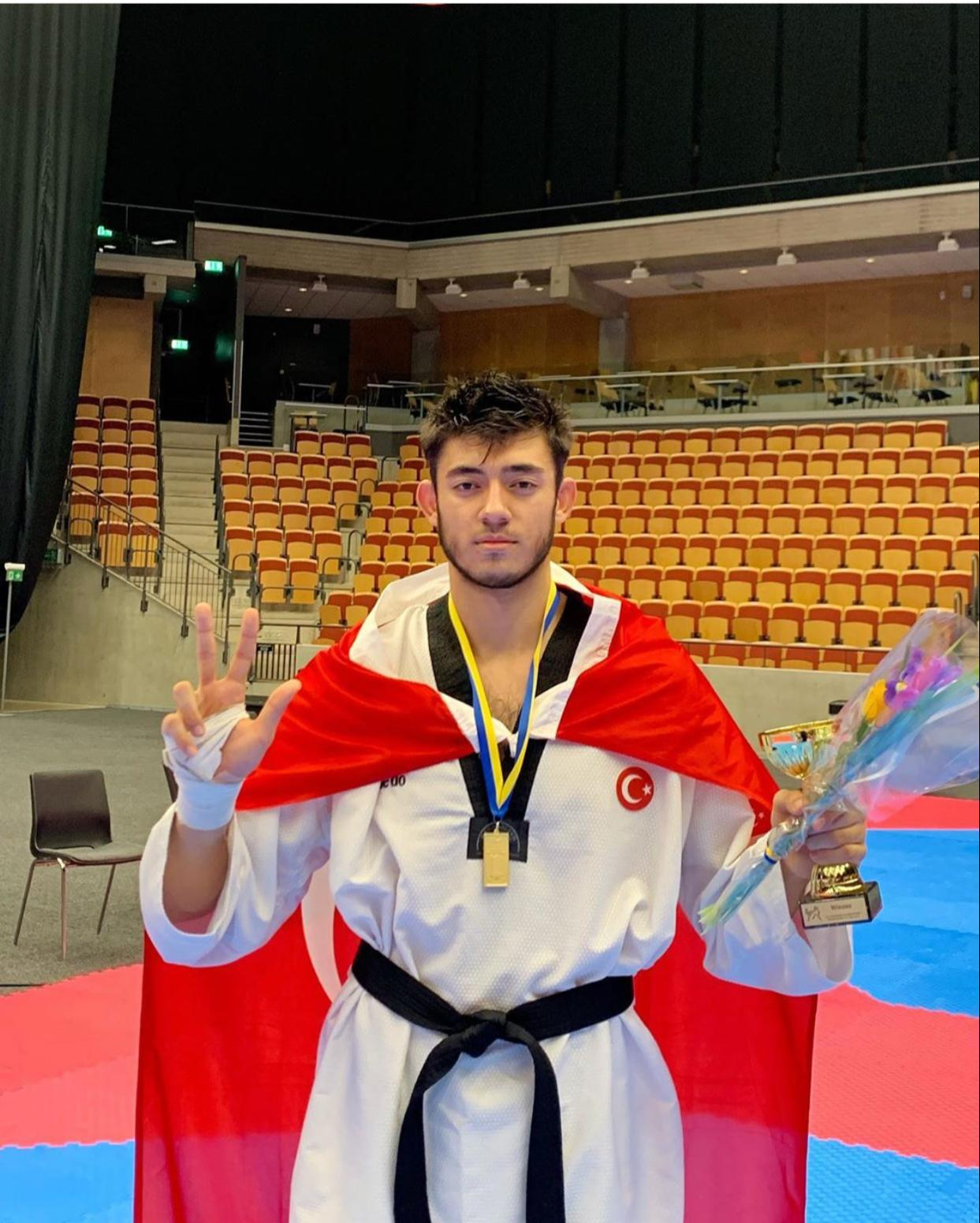
El taekwondista turco Emre Kutalmis en 2020.

Emre Kutalmış Ateşli (1 de enero de 2001) es un deportista turco que compite en taekwondo.
Ganó una medalla de bronce en el Campeonato Mundial de Taekwondo de 2023 y dos medallas en el Campeonato Europeo de Taekwondo, oro en 2022 y bronce en 2024. En los Juegos Europeos de Cracovia 2023 consiguió una medalla de bronce.

## Palmarés internacional
| Campeonato Mundial | Campeonato Mundial       | Campeonato Mundial | Campeonato Mundial |
| Año                | Lugar                    | Medalla            | Categoría          |
| ------------------ | ------------------------ | ------------------ | ------------------ |
| 2023               | Bakú (Azerbaiyán)        | Medalla de bronce  | +87 kg             |
| Juegos Europeos    |                          |                    |                    |
| Año                | Lugar                    | Medalla            | Categoría          |
| 2023               | Krynica-Zdrój (Polonia)  | Medalla de bronce  | +87 kg             |
| Campeonato Europeo |                          |                    |                    |
| Año                | Lugar                    | Medalla            | Categoría          |
| 2022               | Mánchester (Reino Unido) | Medalla de oro     | +87 kg             |
| 2024               | Belgrado (Serbia)        | Medalla de bronce  | +87 kg             |